# Дегтяри (Киев)
Дегтяри́ (укр. Дехтярі́) — историческая местность, бывший хутор в Шевченковском районе города Киева. Расположена на восточной окраине Нивок, примыкает к местностям Васильчики, Волейков и Сырец. Главные улицы — Магистральная и Черкасская.

## История
Возникла в 1819 году как хутор крестьянина с. Беличи Василия Дехтяренко. В 1876 году известный меценат Григорий Галаган пожертвовал усадьбу в Дегтярях для основания ремесленного училища, которое существует до сих пор. Улицы получили своё название в 1912-1913 годах.
В состав Киева хутор вошёл после административной реформы 1923 года. В значительной степени в этой местности сохранилась старая застройка.